# Institut for Odontologi og Oral Sundhed, Aarhus Universitet
Institut for Odontologi og Oral Sundhed er et institut under Health på Aarhus Universitet. Instituttet ledes af institutleder Siri Beier Jensen.
Instituttet forsker indenfor følgende seks hovedområder:
- Orale sygdomme i befolkningen
- Orale økosystemer
- Diagnostiske systemer og metoder
- Oral knoglebiologi
- Oral funktion og smerte
- Oral rehabilitering